# Kou Lei
Kou Lei (Oekraïens: Коу Лей, Chinees: 寇磊, Peking, China, 20 november 1987) is een in China geboren Oekraïens voormalig professioneel tafeltennisser. Hij speelt rechtshandig met de shakehandgreep. Kou is zijn achternaam.
Namens Oekraïne nam hij deel aan de Olympische Zomerspelen van 2008, 2016 en 2020. Hij won daarbij geen medailles.

## Belangrijkste resultaten
- Brons in het mannen dubbelspel op de Europese kampioenschappen 2010 met Jevhen Prysjtsjepa.